# Midnight Lace
Midnight Lace (bra: Teia de Renda Negra) é um filme de suspense estadunidense de 1960, dirigido por David Miller. O roteiro de Ivan Goff e Ben Roberts foi baseado na peça Matilda Shouted Fire de Janet Green.Doris Day  estrela o filme ambientado em Londres, aparecendo em cenários sofisticados e elegantemente vestida, inclusive com a indumentária que dá o título original em inglês ao filme. Houve uma refilmagem para a televisão em 1981, exibida pela NBC. Foi lançado para vídeo em 1996.

## Elenco
- Doris Day...Kit Preston
- Rex Harrison...Tony Preston
- John Gavin...Brian Younger
- Myrna Loy...Bea Vorman
- Roddy McDowall...Malcolm Stanley
- Herbert Marshall...Charles Manning
- Natasha Parry...Peggy Thompson
- John Williams...Inspetor Byrnes
- Hermione Baddeley...Dora Hammer
- Richard Ney...Daniel Graham
- Anthony Dawson...Roy Ash
- Rhys Williams...Victor Elliot
- Doris Lloyd...Nora Stanley

## Sinopse
A herdeira norte-americana Kit Preston está casada há três meses com o financista Tony e mora num grande apartamento em Grosvenor Square em Londres. Certo dia, ao sair da embaixada e retornar ao lar atravessando a praça sob forte nevoeiro, ela ouve uma voz masculina sinistra que a ameaça de morte. Nos dias seguintes, recebe vários telefonemas do mesmo homem, repetindo as ameaças. Kit e o marido vão à polícia mas a medida que somente ela ouve os telefonemas, todos passam a desconfiar sofrer ela de alguma enfermidade mental causada pelas constantes ausências do ocupado marido. Enquanto Kit tenta provar que não está mentindo ou delirando, um estranho homem ronda sua casa e parece segui-la pela cidade.

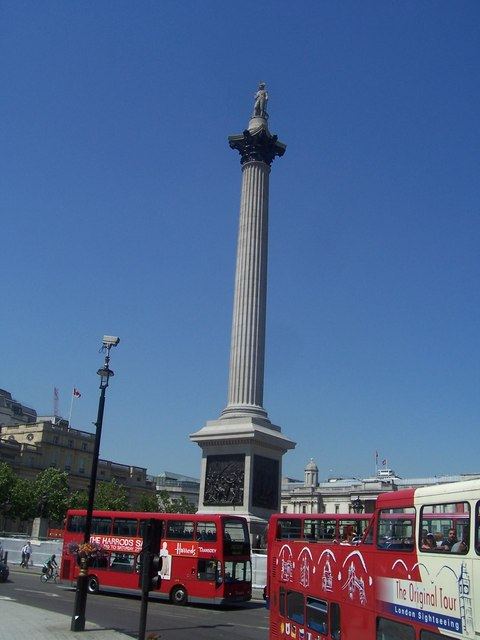
A coluna Nelson aparece no filme com a estátua do vulto inglês vandalizada por desordeiros

## Indicações
- Doris Day foi indicada ao Globo de Ouro como melhor atriz dramática mas perdeu para Greer Garson em Sunrise at Campobello. Irene Lentz foi indicada ao Óscar por melhor figurino mas também perdeu, para Arlington Valles de Spartacus.